# Nävgröt

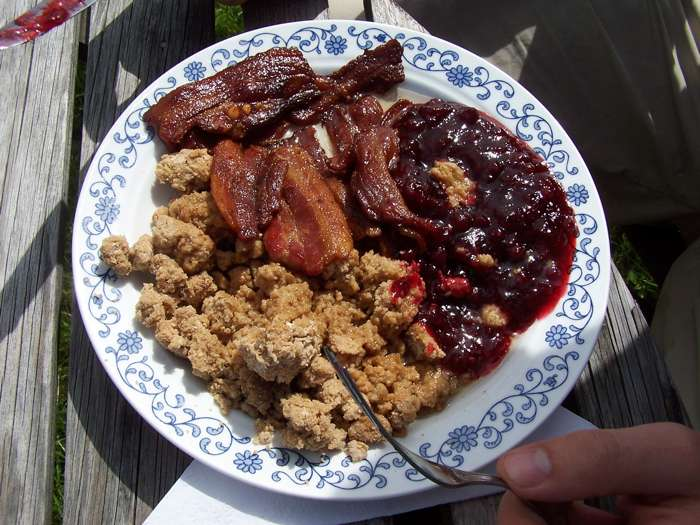
Nävgröt w dolnej części talerza, jako dodatek do bekonu

Nävgröt (w Finlandii – mutti, motti) – szwedzkie danie; odmiana owsianki. Popularne zwłaszcza w Värmlandzie, znane też w Norwegii i Finlandii.
Danie przyrządzane jest z palonych i mielonych ziaren owsa. Ma gładką fakturę i lekko palony smak.